# René Schoeps
René Schoeps foi um contador e empresário belga que se tornou célebre por seus trabalhos na ramo da fotgrafia, após ter fundado juntamente com seu filho Emílio o Câmera Clube de Santo André e participou de vários concursos fotográficos. Alguns de seus trabalhos foram publicados no livro “Avenida Industrial: um século de história em Santo André” e outros estão em exposição no Museu de Santo André Doutor Octaviano Armando Gaiarsa que guarda o acervo de fotos do René e também alguns filmes. Ambos acervos se destacam com seu grande valor documental sobre Santo André na época.

## Biografia
René Schoeps nasceu em Bruxelas e durante a Primeira Guerra Mundial buscou exílio no Brasil.